# Zdenko Ćosić
Zdenko Ćosić (Buhovo, Široki Brijeg, 22. siječnja 1961.) je hrvatski bosanskohercegovački novinar i političar, delegat u Domu naroda Parlamentarne skupštine BiH od 2023. godine, predsjednik Vlade Županije Zapadnohercegovačke od 2010. godine do 2023. godine.
Zdenko Ćosić rođen je u Buhovu u općini Široki Brijeg (tada Lištica). U vrijeme demokratskih promjena 1990. u BiH aktivno se uključio u politiku. Dana 13. ožujka 1990. postao je predsjednik Općinskog odbora HDZ-a BiH u Širokom Brijegu, a imenovan je i Glavnim tajnikom. Sudjelovao je u zaustavljanju tenkova JNA u Pologu u svibnju 1991.
Pisao je za Slobodnu Dalmaciju, Večernji list i portal dnevnik.ba. U koautorstvu s Milanom Ivkošićem objavio je knjigu Opet ti Hercegovci! 2006., a iduće godine i knjigu Rat je počeo prije.